# Albert Plesman

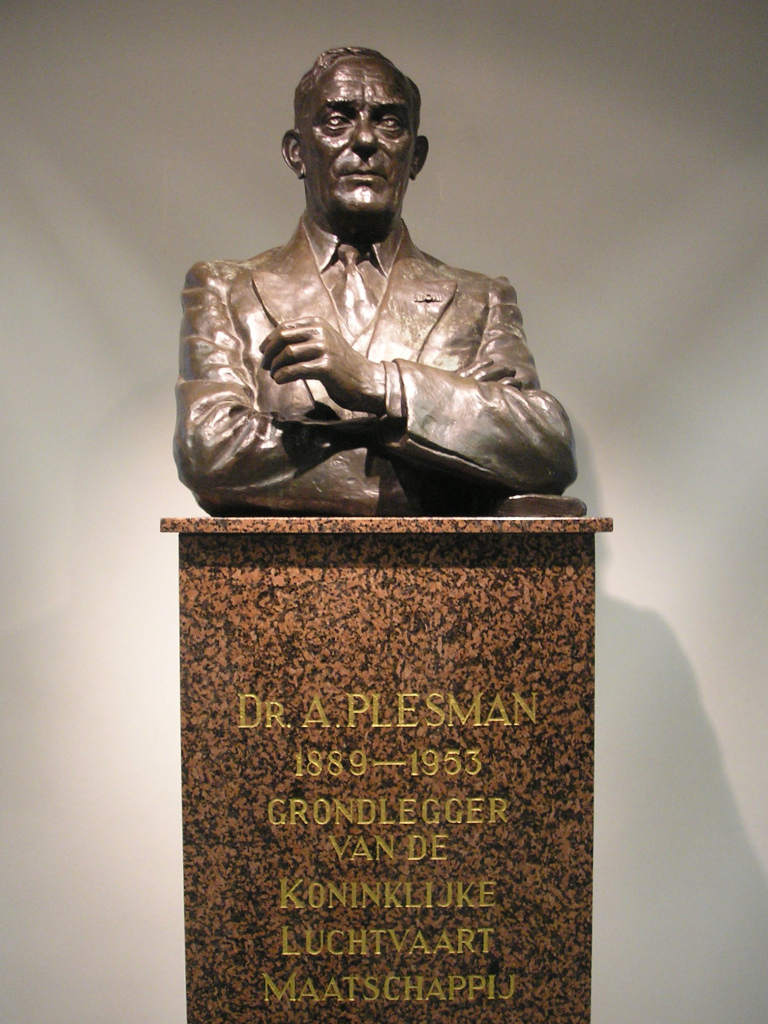
Büste von Albert Plesman am Flughafen Schiphol

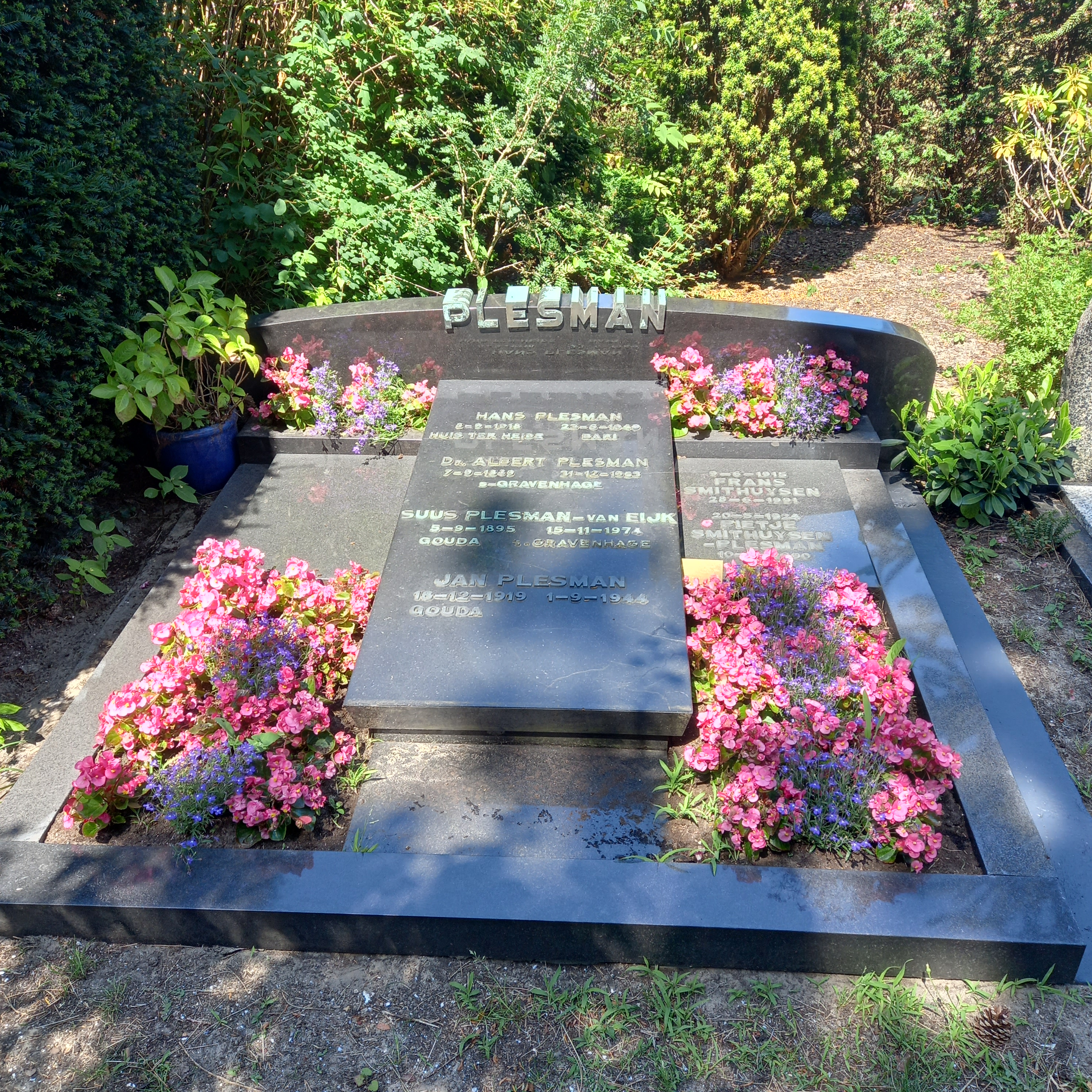
Das Grab von Albert Plesman und seiner Ehefrau Suus van Eijk auf dem Algemee Begraafplaats Kleverlaan in Den Haag

Albert Plesman (* 7. September 1889 in Den Haag; † 31. Dezember 1953 in Den Haag) war ein niederländischer Luftfahrtpionier und zusammen mit Anthony Fokker Gründer der königlichen niederländischen Luftfahrtgesellschaft KLM. Bis zu seinem Tod war er auch im Vorstand der niederländischen Fluggesellschaft, die unter seiner Führung zu einer der bedeutendsten Luftverkehrsunternehmen der Welt werden sollte.

## Leben
Albert Plesman wurde als Sohn des Haager Eierhändlers Johan Cornelis Plesman und seiner Ehefrau geboren und hatte sechs Geschwister. Schon in der Schullaufbahn fiel Plesman durch seinen Ehrgeiz und sein Interesse für Mathematik, Naturwissenschaften und Sport auf, doch galt er auch als starrköpfig und unbeugsam.

### Plesmans Militärlaufbahn (1909–1919)
1909, nach dem Tod seiner Mutter, bewarb sich Plesman vergebens um einen Platz bei den Königlichen Niederländisch-Indischen Streitkräften, wurde jedoch im Sommer des Jahres als Kadett bei der Königlichen Militärakademie (KMA) in Breda angenommen.
1911 wird Plesman als Leutnant zweiten Grades vereidigt. Er steckte viel Kraft und Arbeit in seine militärische Laufbahn, um sich als Soldat mittelständischer Herkunft gegen die militärische Elite behaupten zu können. Beim Militär wuchs auch seine Begeisterung für die Luftfahrt. 1915 wurde er in die neu gebildete „militärische Luftfahrtabteilung“ versetzt, übernahm jedoch zuerst nur Aufgaben zu Boden. Bei einem Besuch des Flugplatzes in Soesterberg wird ein Traum wahr, als ihn der junge Pilot W. Versteegh in seiner Farman F.20 mitfliegen lässt.
Nachdem Plesman bereits Anfang 1917 für eine kurze Zeit nach Soesterberg versetzt wurde, wird er im April 1917 Flugschüler. Obwohl sein Lehrer Versteegh viel Zeit in ihn investierte, merkte Plesman, dass das Fliegen an sich kaum was für ihn ist. Ihm lag eher das geschäftliche und die Organisation. Schon während des Ersten Weltkrieges hatte er die Idee, mit den später überflüssigen Maschinen einen Luftpostdienst nach Großbritannien zu eröffnen.
Am 27. Dezember 1917 heiratete er Susanna „Suze“ van Eijk, eine Käsehändlerin aus Gouda, die er Anfang des Jahres kurz nach seiner Ankunft in Soesterberg kennengelernt hatte. Mit ihr hatte er drei Söhne und eine Tochter.
Als 1918 die Königliche Luftfahrtkommission gebildet wurde, macht Plesman den Vorschlag, eine Luftfahrtausstellung in Amsterdam auszurichten. Die ELTA (Eerste Luchtverkeer Tentoonstelling Amsterdam, zu deutsch: Erste Luftverkehrausstellung Amsterdam) brachte über 800.000 Besucher und zahlreiche Piloten nach Amsterdam.

### Die Pionierjahre der KLM (1919–1939)
Zusammen mit der königlichen Luftfahrtkommission rief Plesman kurz darauf auch die Idee einer nationalen Fluglinie ins Leben, aus dem am 7. Oktober 1919 die KLM – Koninklijke Luchtvaart Maatschappij entstand. Die Gesellschaft wurde mit dem Kapital von diversen niederländischen Geschäftsmännern gegründet und erhielt von Königin Wilhelmina das Prädikat „koninklijk“ (königlich). Als zweiter Vater der Fluggesellschaft gilt der Flugzeugbauer „Anthony“ Fokker, der für die KLM maßgeschneiderte Flugzeuge konstruierte und das technische Know-how mit einbrachte. Plesman hing sehr an seiner KLM und setzte sich hingebungsvoll für seine Airline und deren Interessen ein. Er suchte auch das Gespräch mit seinen Mitarbeitern und tat alles daran, die Effizienz des Flugbetriebes zu verbessern. Bei der KLM erzählt man sich gerne, dass der an sich gläubige Plesman zu den zehn Geboten noch ein elftes hinzugefügt hätte: Du sollst nur mit der KLM fliegen. Unter Plesmans Führung wuchs KLM zu einer der größten und sichersten Fluggesellschaften ihrer Zeit. 1934 zog sich der Sturkopf Plesman jedoch den Zorn von Anthony Fokker zu, als er bei einem Konkurrenzunternehmen – der Douglas Aircraft Company – bestellte.

### Der Zweite Weltkrieg (1939–1945)
Nach Kriegsausbruch war Plesman Teil diverser niederländischer Delegationen, die zwischen den Achsenmächten und England vermitteln wollten. Dabei traf sich Plesman auch zu persönlichen Gesprächen mit Benito Mussolini und Hermann Göring, was ihm in den Niederlanden übel genommen wurde. Nach der deutschen Invasion zerschlug die Wehrmacht Plesmans KLM – Imperium. Ein Teil der Belegschaft konnte zwar nach England fliehen und dort in den Kriegsjahren einen kleinen Betrieb aufbauen. Viele Flugzeuge wurden jedoch für die Lufthansa erbeutet und Plesman am 9. Mai 1941 festgenommen und in dem Gefängnis in Scheveningen (auch bekannt als Oranjehotel) eingesperrt. Ein knappes Jahr später, am 11. April 1942, wurde Plesman freigelassen. Er zog sich mit seiner Frau nach Driene bei Enschede zurück, wo er bis Kriegsende an Plänen für den Wiederaufbau der KLM arbeitete.
Plesman entwickelte nach der Kapitulation Frankreichs ein „spätimperialistisches Friedenskonzept“ das an die Wohlthat-Gespräche anknüpfte um den in seinen Augen widersinnigen europäischen Konflikt zu beenden. Der Plan basierte auf einer „gemeinsamen Ausbeutung der unterentwickelten Länder“ durch eine gemeinsame deutsch-amerikanisch-britische Weltherrschaft. Afrika sollte das bevorzugte Gebiet übernationaler Zusammenarbeit werden, während der amerikanische Doppelkontinent für die USA, das Empire für England und der Kontinent für Hitler im Bündnis mit der Sowjetunion die Einflusssphären seien sollten. Am 24. Juli 1940 konferierte Plesman mit Göring über den Plan. Das Auswärtige Amt verweigerte aber am 25. Juli 1940 die Zustimmung eine Depesche über den Inhalt nach Stockholm weiterzuleiten. Zwei Schreiben an den holländischen Gesandten in Stockholm wurden von der schwedischen Regierung nicht weitergeleitet. Mitte September 1940 distanzierte sich Göring von dem ganzen Projekt.

### Die Nachkriegszeit (1945–1953)
Am 3. April 1945 traf Plesman mit Prinz Bernhard der Niederlande zusammen, um mit ihm über den Wiederaufbau der KLM zu sprechen. Er führte viele weitere Gespräche mit Politikern und Geschäftsmännern, darunter auch Harry S. Truman, um wieder Flugzeuge für „seine“ KLM zu bekommen. Am 27. September nahm die KLM mit einer Douglas DC-4 / C-54 aus USAAF-Beständen den Flugbetrieb wieder auf. Trotz der Aufbruchsstimmung am Ende der 40er Jahre hatte Plesman einige persönliche Rückschläge in dieser Zeit zu verkraften: Er verlor bereits am 1. September 1944 seinen Sohn Jan, damals Pilot bei einer niederländischen Division der Königlichen Britischen Luftstreitkräfte, durch den Abschuss seiner Spitfire über St. Omer in Frankreich. Einige Jahre später, am 21. Oktober 1948, verlor er seinen guten Freund Koene Dirk Parmentier, der mit einer Lockheed Constellation der KLM in Schottland verunglückte. Wenige Monate danach, am 23. Juni 1949, stürzte sein Sohn Hans, ebenfalls Pilot einer Constellation der KLM, bei Bari ab; ihm wurde der Bronzene Löwe der Niederlande verliehen.
Plesman gelang es, KLM wieder den Status einer global angesehenen Fluggesellschaft zu geben. Kennzeichnend dafür war, dass KLM am 25. Februar 1946 als erste Airline überhaupt wieder Flüge vom europäischen Festland in die USA aufnahm. Für seine Leistungen erhielt er 1947 die Ehrendoktorwürde der Technischen Universität Delft. Plesman hatte jedoch nur kurze Zeit Freude daran. Der Vater der KLM starb am 31. Dezember 1953.

## Ehrungen
Albert Plesman wurde 1959 postum Träger der ersten Edward-Warner-Medaille, einer durch die ICAO vergebenen Auszeichnung für besondere Leistungen im Bereich der Zivilluftfahrt.
Drei Flugzeuge der KLM trugen den Namen Albert Plesman, darunter KLMs erster reiner Jet, eine Douglas DC-8. Zwischen 1975 und 2003 trug eine Boeing 747-206B (PH-BUH) diesen Namen, Ende 2003 wurde KLMs erste Boeing 777-206ER (PH-BQA) nach Plesman benannt.